# The Widow from Chicago
Pour plus de détails, voir Fiche technique et Distribution.
The Widow from Chicago est un film américain réalisé par Edward F. Cline, sorti en 1930.

## Fiche technique
- Titre : The Widow from Chicago
- Réalisation : Edward F. Cline
- Scénario : Earl Baldwin
- Direction artistique : Anton Grot
- Photographie : Sol Polito
- Pays d'origine : États-Unis
- Format : Noir et blanc
- Genre : policier
- Date de sortie : 1930

## Distribution
- Alice White : Polly Henderson
- Edward G. Robinson : Dominic
- Neil Hamilton : Swifty Dorgan
- Frank McHugh : Slug O'Donnell
- Lee Shumway : Chris Johnson
- Brooks Benedict : Mullins
- E. H. Calvert : Capitaine de police R.L. Davis
- Betty Francisco : Helen
- Harold Goodwin : Jimmy Henderson
- Anne Cornwall : Mazie (non créditée)
- John Elliott : Détective T. Finnegan (non crédité)
- Robert Homans : Patrouilleur (non crédité)